# يوزين بي
يوزين بي (بالإنجليزية: Eosin B)‏ هو أحد أشكال اليوزين، وهو مشتق ثنائي البروم ثنائي النيترو للفلوريسين.

## التسميات
- يوزين مزرق (eosin bluish)
- حمض أحمر 91 (Acid Red 91)
- زعفروسين أو سافروسين (Saffrosine)
- سي آي 45400 (C.I. 45400)
- يوزين قرمزي (Eosin Scarlet)
- أحمر إمبريالي (imperial red)